# Musée des beaux-arts de Rouen

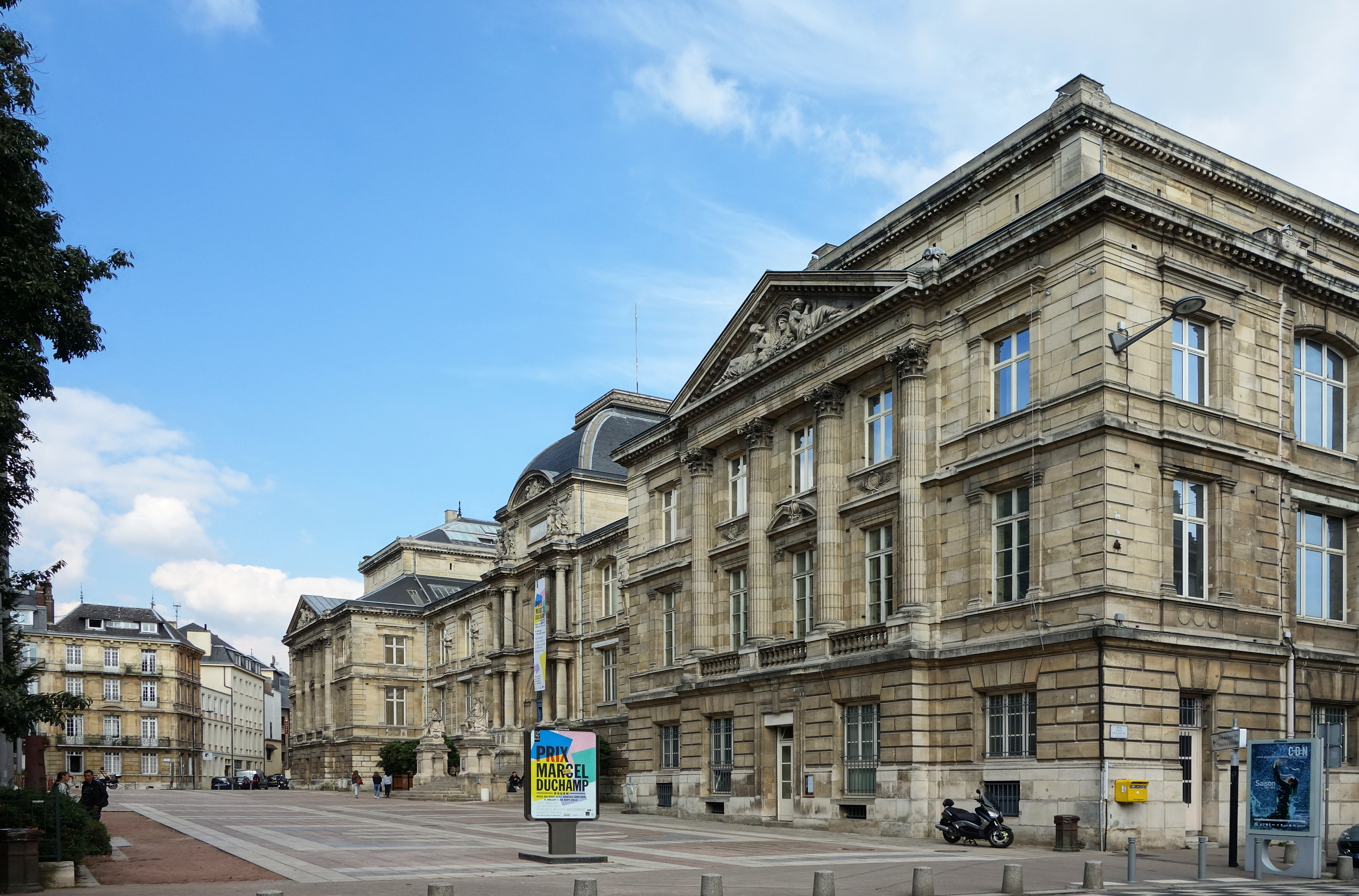
Museumsgebäude (2014)

Das Musée des beaux-arts de Rouen ist ein im Jahre 1801 aufgrund des Chaptal-Erlass eröffnetes Kunstmuseum in Rouen (Frankreich).
Im Jahr 2018 hatte das Haus 135.904 Besucher. Das Gebäude mit 60 Sälen wurde 1888 erbaut und zuletzt 1994 renoviert.
Es werden Gemälde vom 15. bis zum 21. Jahrhundert sowie Skulpturen (Pierre Puget, Théodore Géricault, David d’Angers, Antoine Bourdelle, Raymond Duchamp-Villon, Alexander Archipenko, Jacques Lipchitz etc.) und 8000 Zeichnungen gezeigt.

## Geschichte
Das Musée des Beaux-Arts de Rouen hat seinen Ursprung in der französischen Revolution und wurde durch das Dekret Chaptal von 1801 gegründet, doch die ersten Inventare zur Bildung einer öffentlichen Sammlung begannen bereits 1790. Das Museum war ursprünglich in der Jesuitenkirche (Église Saint-Louis de Rouen) untergebracht und wurde 1799 für das Publikum geöffnet. 1809 zog es in das neue Rathaus um, wo es mit einem Bestand von 244 Gemälden eingeweiht wurde.
Im 19. Jahrhundert erfuhr die Sammlung eine spektakuläre Erweiterung. Bedeutende Werke wie Demokrit von Diego Velázquez aus der Sammlung des Malers Gabriel Lemonnier, einem der Gründer des Museums, und Die Gerechtigkeit Trajans von Eugène Delacroix (1844) kamen hinzu. Werke regionaler Künstler wie Nicolas Poussin und Théodore Géricault wurden erworben. Ankäufe und Schenkungen (u. a. Clouet, Van Dyck, Puget, Ingres, Moreau, Traversi) überwiegen bald die napoleonischen Beschlagnahmungen von 1803 (u. a. Gérard David, Veronese, Rubens).
Die Sammlung wuchs von 300 Gemälden im Jahr 1823 auf 600 Gemälde „ersten Ranges“ im Jahr 1878 und das Museum galt nun als „das vollständigste in Frankreich nach dem in Paris“.
Ein Neubau wurde dringend notwendig. 1873 beauftragte der Bürgermeister den Architekten Louis Sauvageot mit einem Projekt, das 1880 zur Einweihung des ersten Flügels und 1888 zur Fertigstellung des Gebäudekomplexes führte, der noch heute das Museum und die Bibliothek beherbergt. Hundert Jahre später begann eine umfassende Renovierung, die 1994 unter der Leitung von Andrée Putman abgeschlossen wurde. Dabei wurden die architektonischen Qualitäten des im 20. Jahrhundert beschädigten Gebäudes wiederhergestellt und die Räumlichkeiten geschickt erweitert.
Im Laufe des 20. Jahrhunderts wurde die Sammlung des Museums durch bedeutende Stiftungen und Vermächtnisse erheblich erweitert: die impressionistische Sammlung von François Depeaux (1909), die Schenkung von Jacques-Emile Blanche (1921), die große Schenkung Baderou mit fast 400 Gemälden und 5000 Zeichnungen (1975) und die Schenkung der Familie Alexandre mit Werken von Amedeo Modigliani (1988–2001). Bedeutende Ankäufe wie Caravaggio (1955) und Poussin (1975) bereicherten die Sammlung.

## Sammlung
Das Musée des Beaux-Arts de Rouen beherbergt eine der bedeutendsten öffentlichen Kunstsammlungen Frankreichs mit Gemälden, Skulpturen, Zeichnungen aller Malerschulen vom 15. Jahrhundert bis heute. Zu den ersten bedeutenden Werken zählen die von Perugino, Gérard David, Clouet und Paolo Veronese. Ergänzt wird die Sammlung durch herausragende Gemälde des 17. Jahrhunderts, darunter Meisterwerke von Peter Paul Rubens, Caravaggio, Diego Velázquez, Simon Vouet, Laurent La Hyre, Nicolas Poussin und Eustache Le Sueur.
Die Säle, die der Kunst des 18. Jahrhunderts gewidmet sind, zeigen Gemälde von Jean-Honoré Fragonard, François Boucher und Hubert Robert sowie Skulpturen und Kunstgewerbe. Das Museum ist ein Tempel der Malerei des 19. Jahrhunderts, reich an bedeutenden Werken und vertretenen Kunstströmungen. Werke von Ingres bis Monet machen es zu einer außergewöhnlichen Sammlung mit Meisterwerken von Géricault, Delacroix, Corot, Gustave Moreau, Degas und Monet. Mit der Schenkung von François Depeaux im Jahr 1909 entstand in Rouen die erste impressionistische Sammlung Frankreichs außerhalb von Paris.
Das 20. Jahrhundert beginnt mit Werken von Modigliani, Dufy und den Brüdern Duchamp. Die Sammlung entwickelt sich vor allem um die Gruppe Puteaux und die Abstraktion mit Künstlern wie Maria Helena Vieira da Silva, Jean Dubuffet und Aurélie Nemours. Auch die Kunst des 21. Jahrhunderts ist mit ambitionierten Werken von Wim Delvoye und Felice Varini vertreten.

## Berühmte Gemälde
Berühmte Kunstwerke der ständigen Ausstellung stammen unter anderem Caravaggio, Velázquez, Géricault, Dufy, Boudin und Monet; ausgewählte Werke:

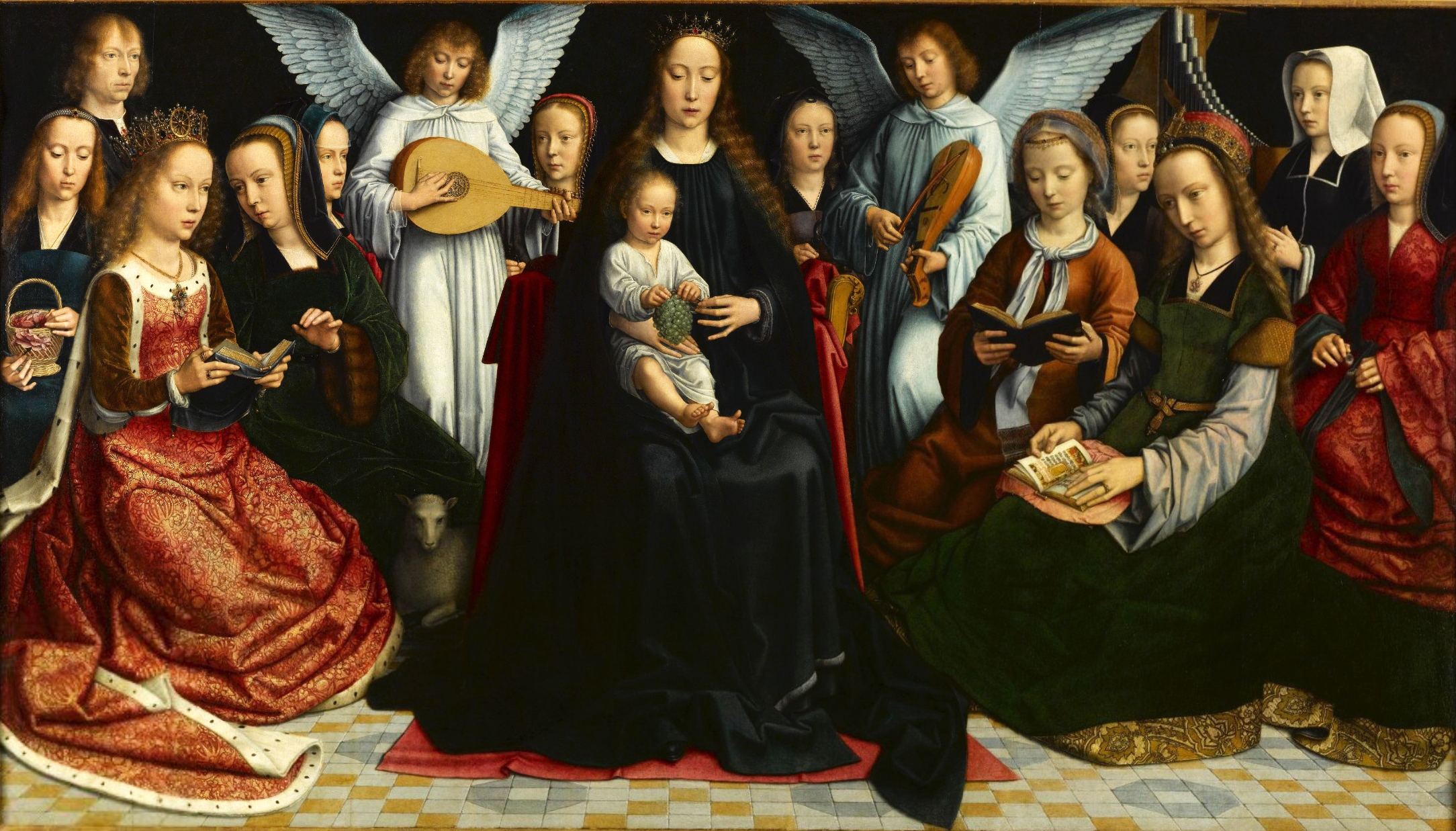
Gerard David, Vierge entre les Vierges
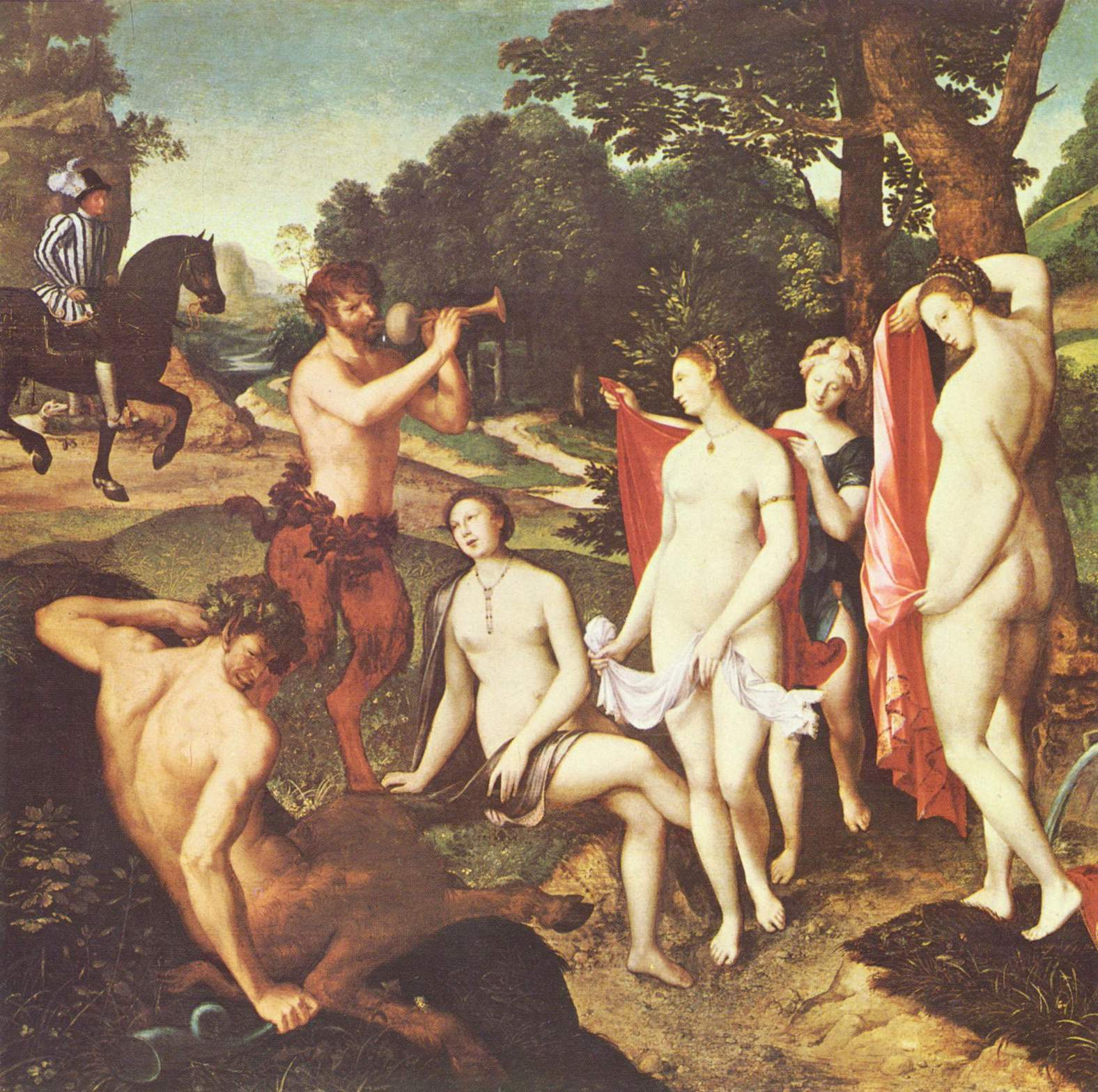
François Clouet, Le Bain de Diane (Les Nobles baigneuses), Deutsch: Bad der Diana, 1550–1559
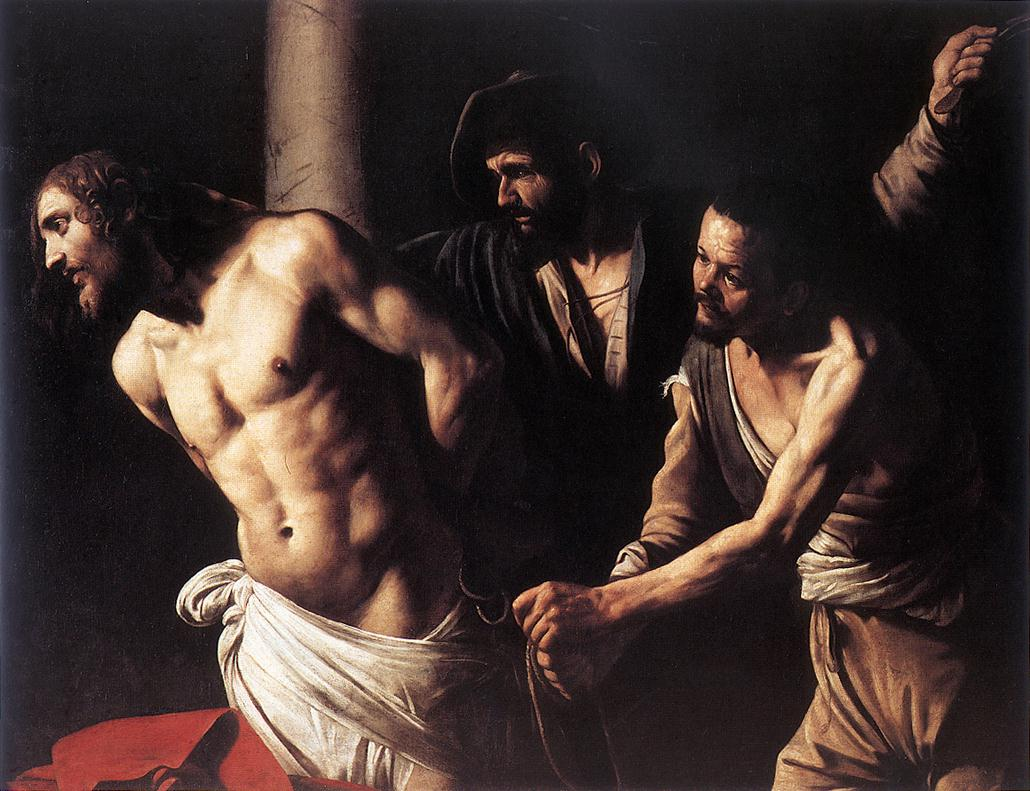
Caravaggio, Flagellazione di Cristo
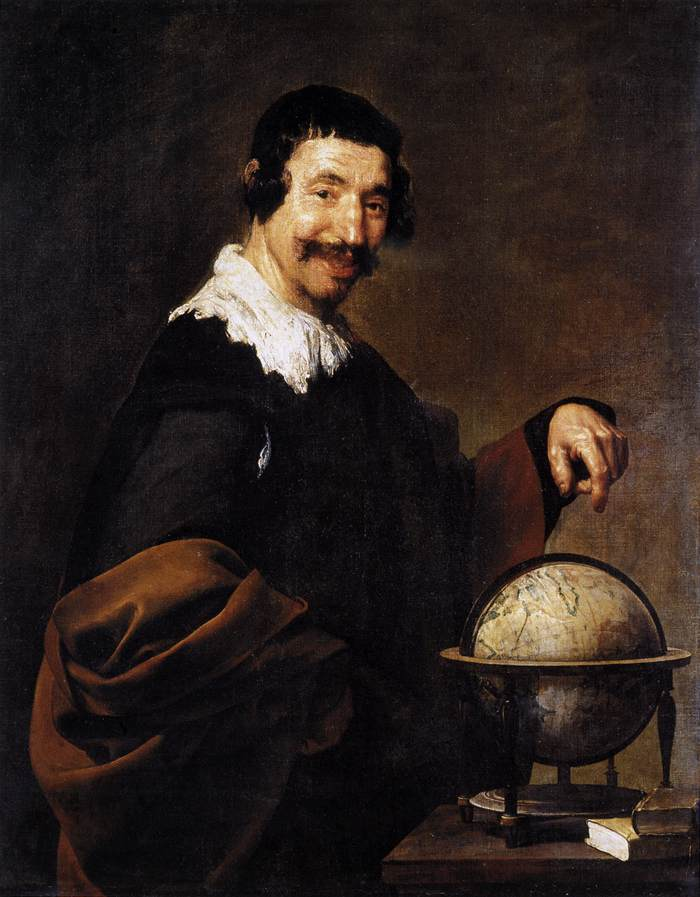
Diego Velázquez, Demokritos
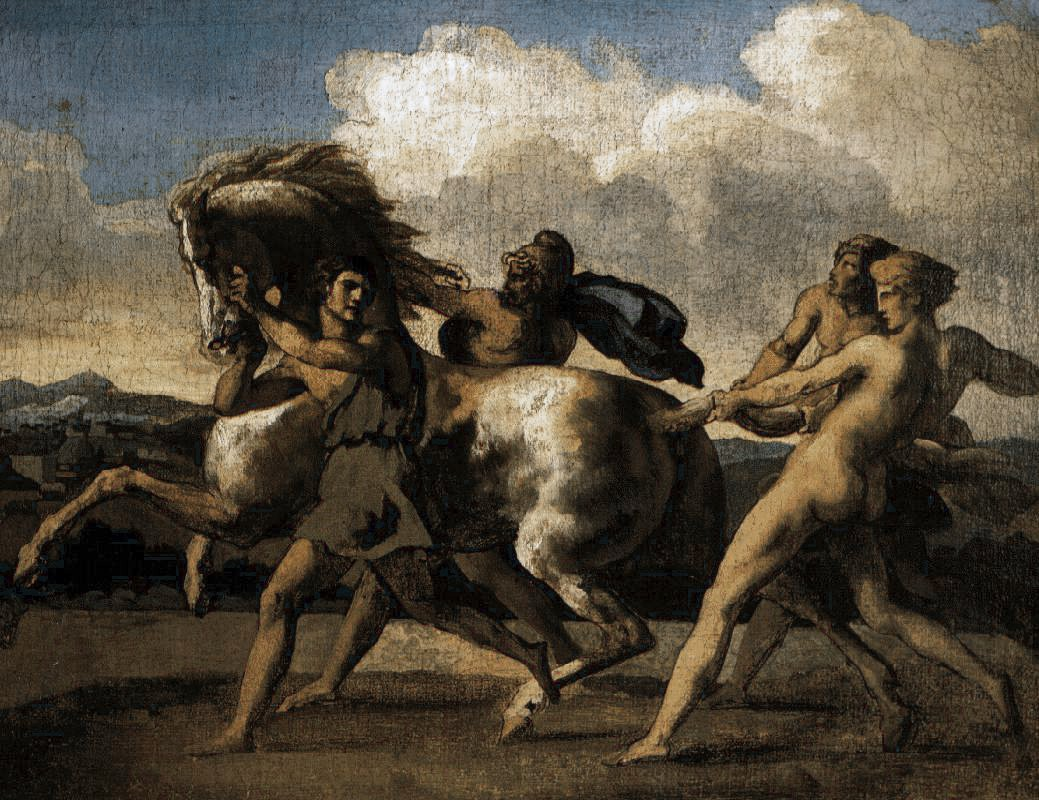
Théodore Géricault, Cheval arrêté par des esclaves
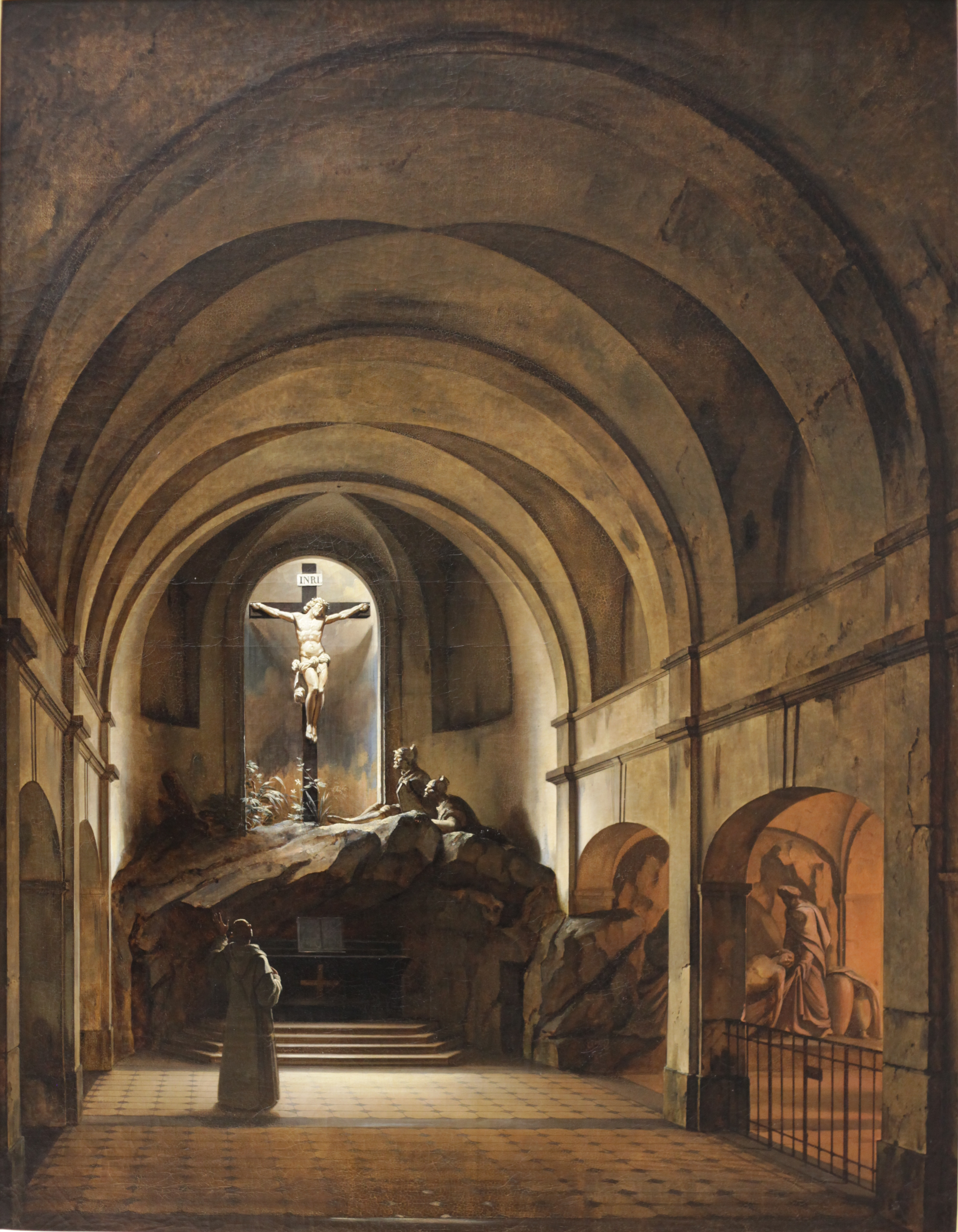
Charles Marie Bouton, Chapelle du Calvaire dans l’église Saint-Roch
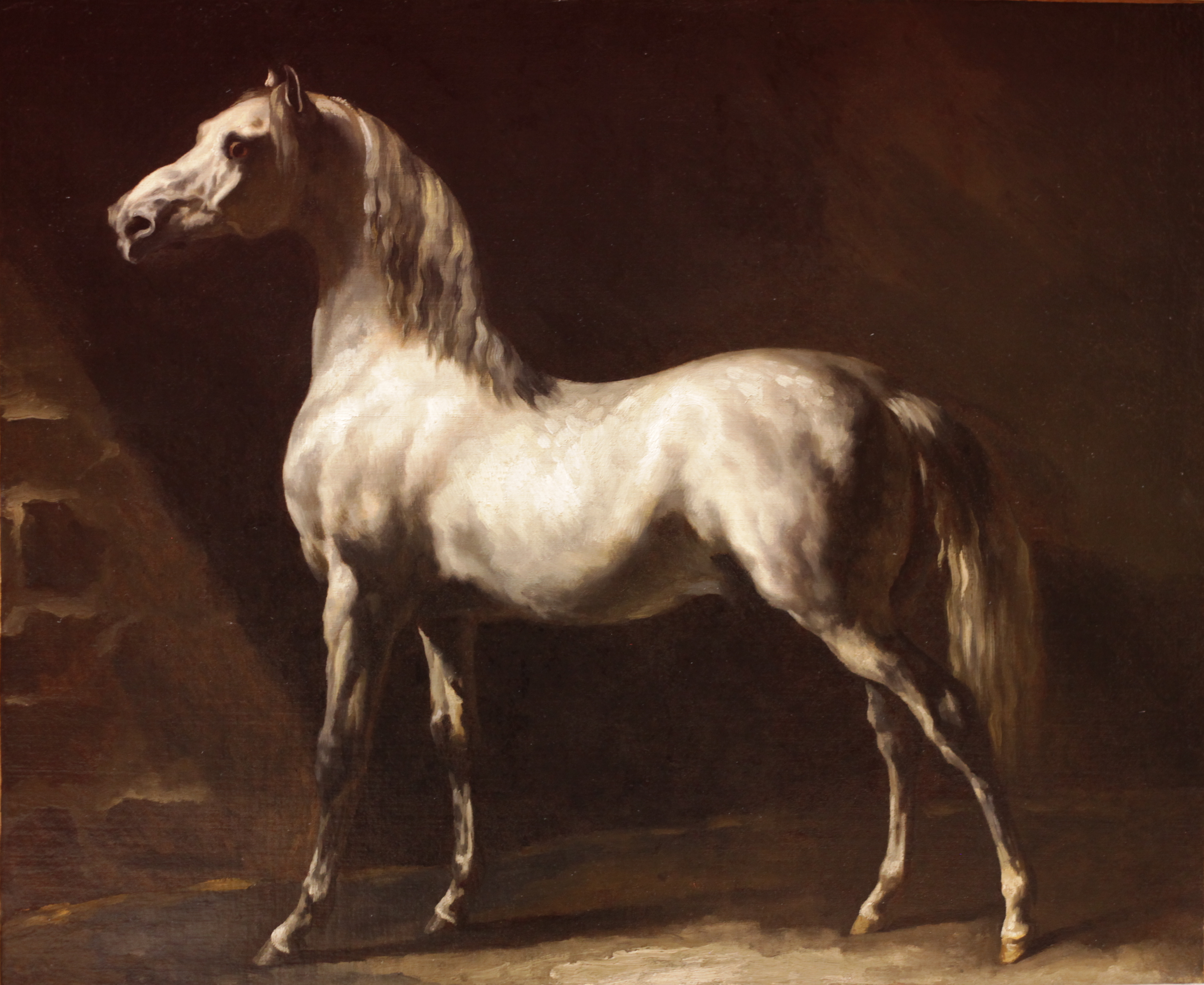
Théodore Géricault, Cheval arabe gris-blanc
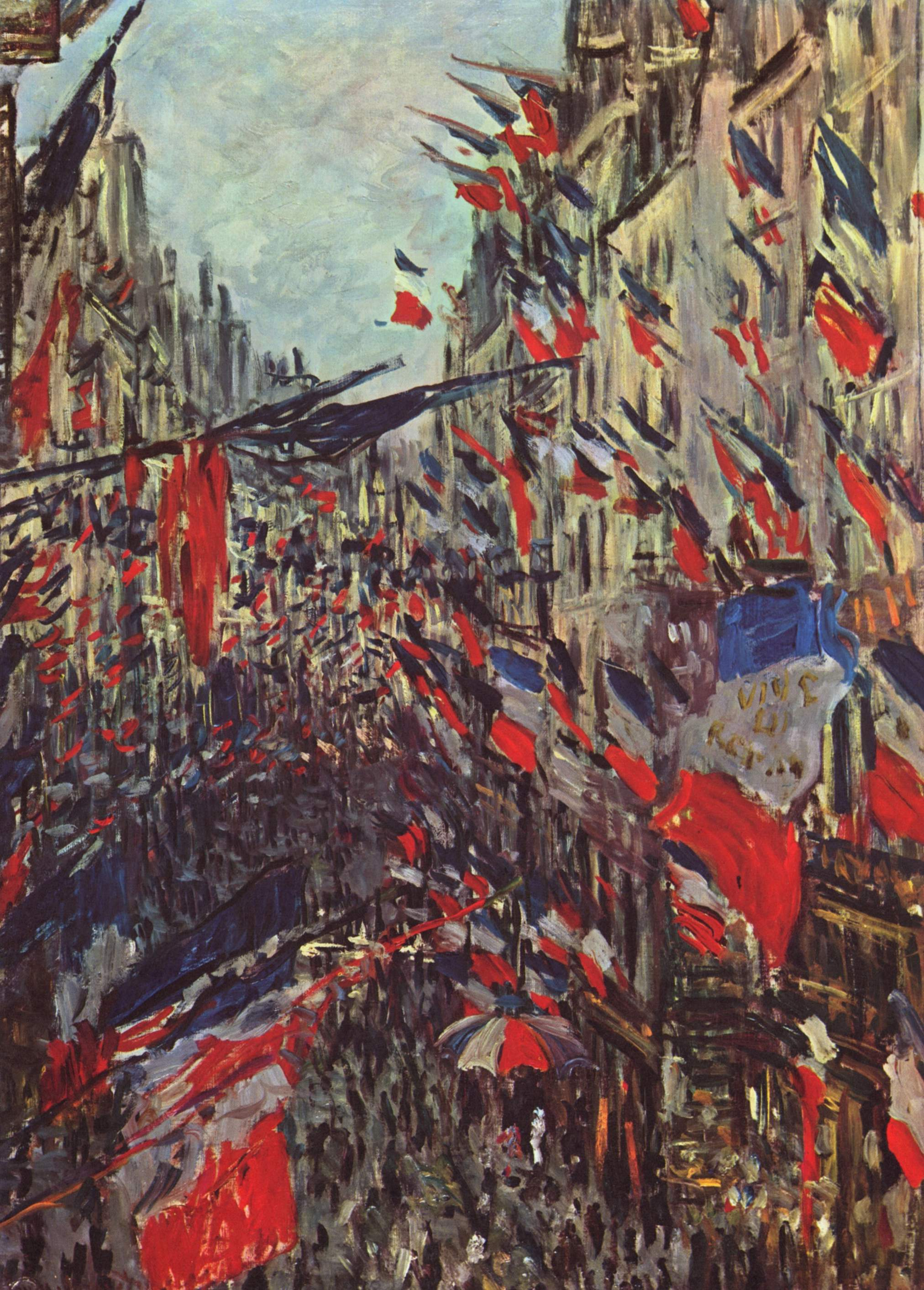
Claude Monet, Rue Saint-Denis
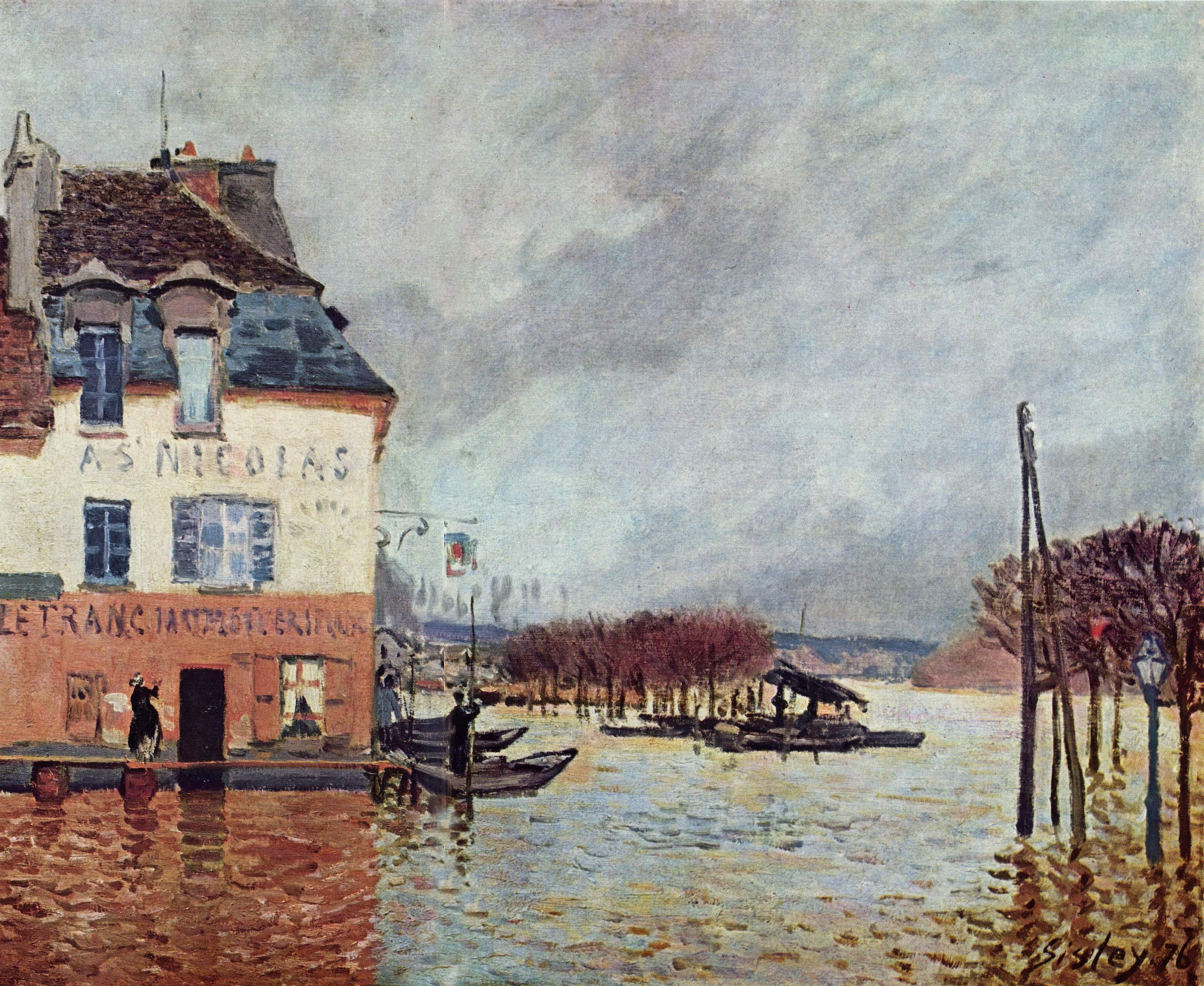
Alfred Sisley, L’Inondation à Port-Marly
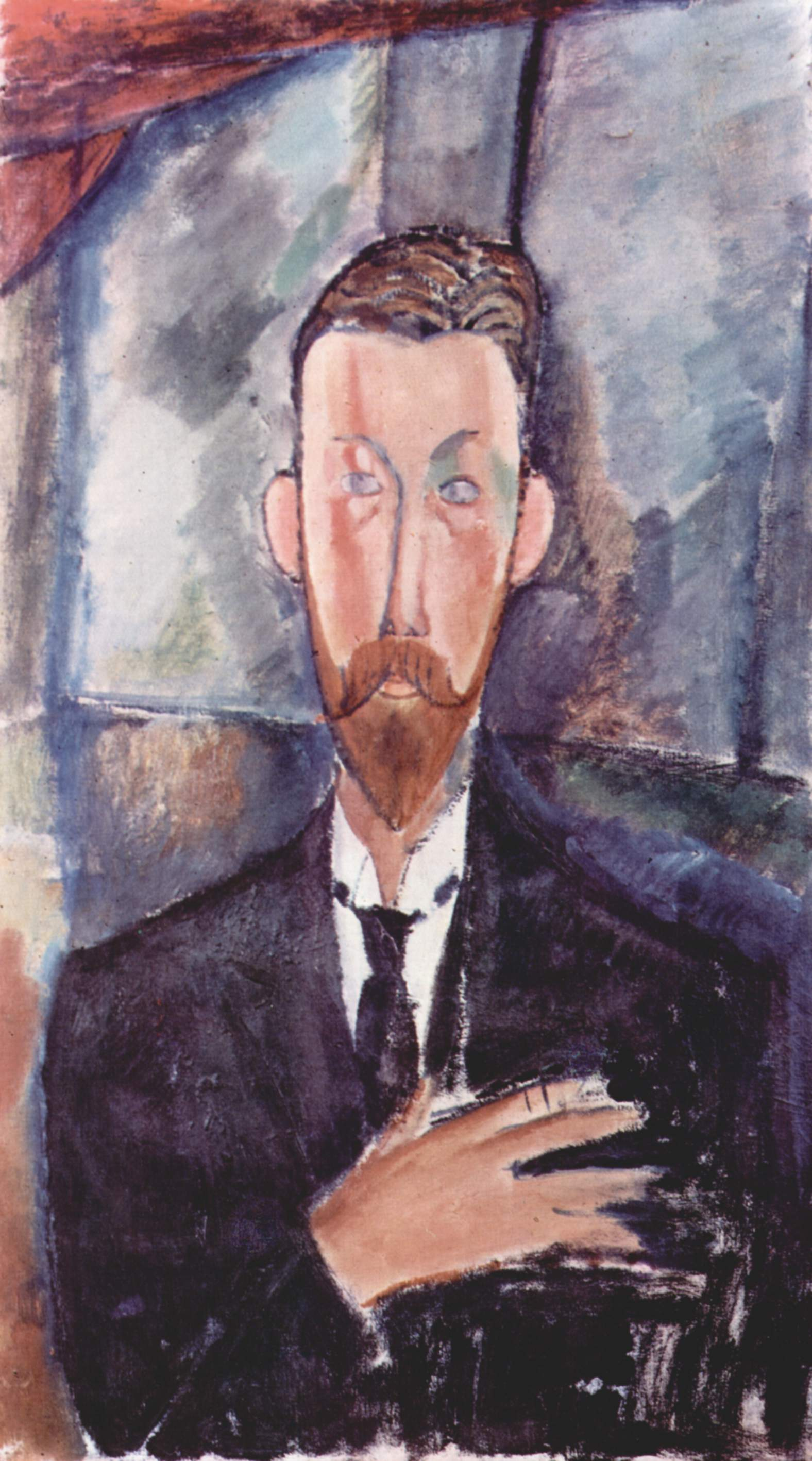
Amedeo Modigliani, Paul Alexandre devant un vitrage
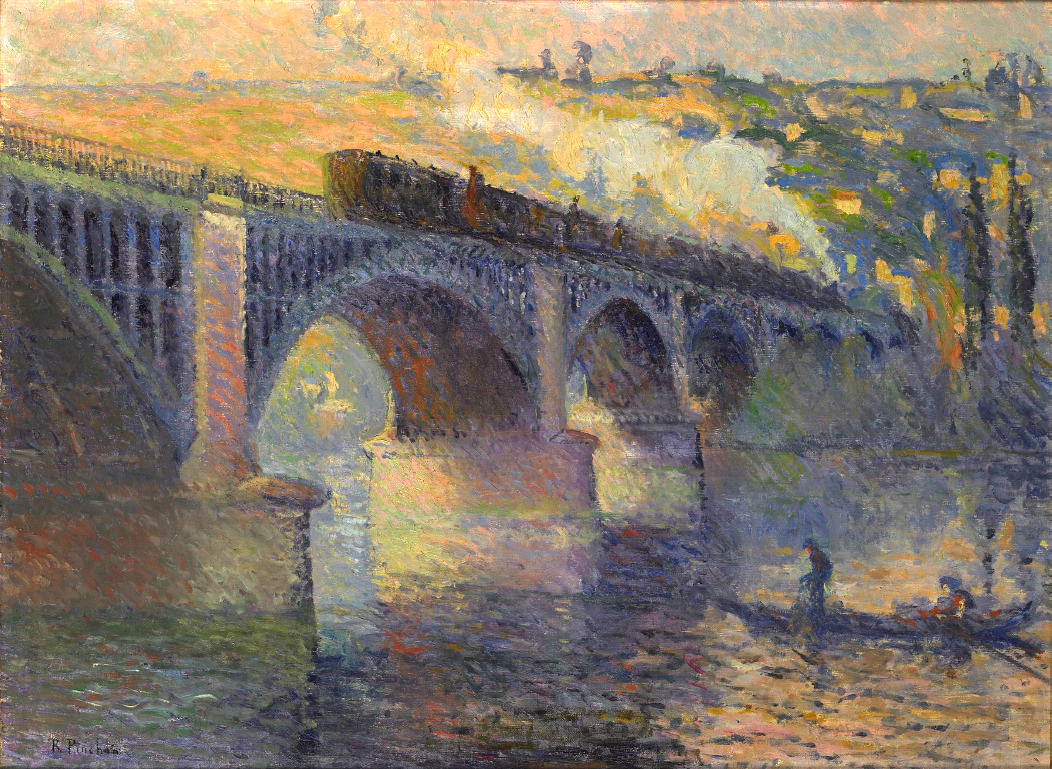
Robert Antoine Pinchon, Le Pont aux Anglais, soleil couchant, 1905.
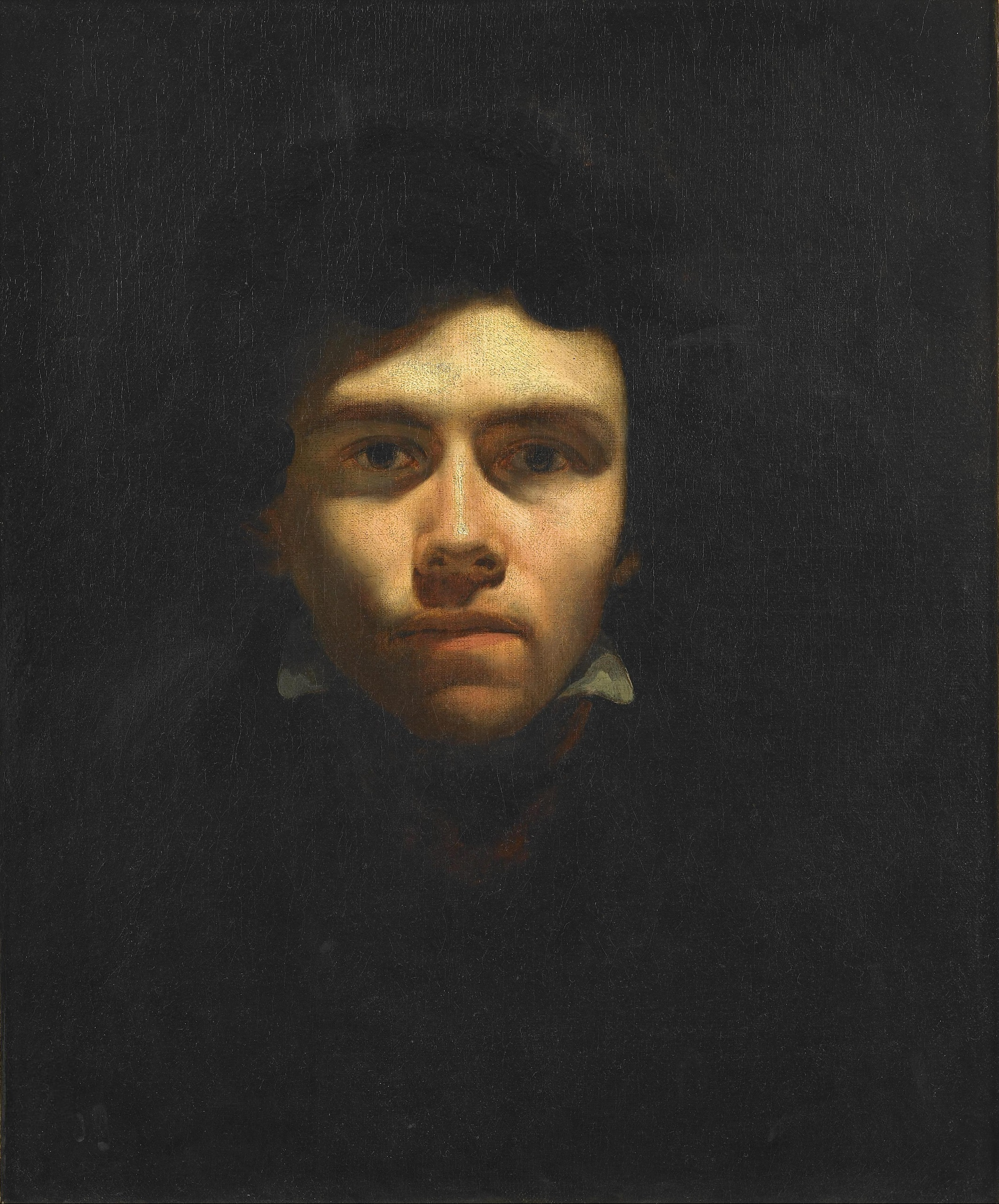
Eugène Delacroix, Selbstbildnis, ca. 1816.